# Blue Pearl
A Blue Pearl Zoltán Erika 6 nagylemeze és egyben első olyan kiadványa amit Erica, majd később Erica C. néven jelentetett meg. Az album munkálatai Londonban folytak. A dalok a teljesen magyar nyelvű Egyedül című szám kivételével magyar és angol nyelven íródtak oly módon, hogy a verse és bridge részek magyarul, míg a refrén angol nyelven szólalnak meg. Az első olyan album, amire a korábbi 9 számot tartalmazó lemezektől eltérően 11 dal, pontosan 10 dal és a Mindent szabad kettő verzióban került fel. A lemezzel nem titkolt vágya volt az énekesnőnek és a kiadónak is, hogy Európa nyugati részén is ismert legyen Zoltán Erika.

## Az album dalai[1]
1. Úgy jössz, mintha mennél – What's Up (Rob Paris-Duba Gábor) 4'25""
2. Mint a gyémánt – Blue Pearl (Rob Paris-Duba Gábor) 4'26"
3. Ha jót akarsz – It's You (Rob Paris-Duba Gábor) 4'38"
4. Keresd a nőt – Good Times (Rob Paris-Duba Gábor) 4'10"
5. Test-test ellen – What You Need (Rob Paris-Duba Gábor) 4'24"
6. Mindent szabad – It's All Right (Patrick Lewis-Sam Jacobs-Duba Gábor) 5'25"
7. Valami más kell – Heart Shake (Rob Paris-Duba Gábor) 4'16"
8. Engedj közelebb – High Feeling (Rob Paris-Duba Gábor) 4'10"
9. Kell a vágy – Drives Me Crazy (Rob Paris-Duba Gábor) 4'19"
10. Egyedül – Alone (Patrick Lewis-Sam Jacobs-Duba Gábor) 3'17"
11. Mindent szabad club mix – It's All Right (Patrick Lewis-Sam Jacobs-Duba Gábor) 5'33"